# Edward Parker
 Edward Nelson Parker (Avalon (Californië), 28 juli 1904 - 15 oktober 1989) was een Amerikaanse marine-officier
Hij werd op 8 oktober 1942 bij Koninklijk Besluit door koningin Wilhelmina tot Ridder in de Militaire Willems-Orde benoemd. Lieutenant-Commander Edward Parker USN was op 20 februari 1942 commandant van de 59e Divisie torpedojagers der Amerikaanse Marine in het zeegevecht van Straat Lombok.
Tijdens de gevechten heeft het eskader de Japanse vloot zware verliezen toegebracht en heeft Parker, zo vermeldt het Koninklijk Besluit, "zich onderscheiden door Moedig en beleidvol gedrag als commandant".